# Dhule (stad)
Dhule is een nagar panchayat (plaats) in het district Duhle van de Indiase staat Maharashtra. 

## Demografie
Volgens de Indiase volkstelling van 2001 wonen er 341.473 mensen in Dhule, waarvan 52% mannelijk en 48% vrouwelijk is. De plaats heeft een alfabetiseringsgraad van 75%. 